# Montemaggiore al Metauro
Montemaggiore al Metauro é uma comuna italiana da região dos Marche, Província de Pesaro e Urbino, com cerca de 2.123 habitantes. Estende-se por uma área de 13 km², tendo uma densidade populacional de 163 hab/km². Faz fronteira com Cartoceto, Mondavio, Orciano di Pesaro, Piagge, Saltara, Serrungarina.